# Gregory Giovenali
Gregory James Giovenali (14 agosto 1987) è un giocatore di calcio a 5 australiano.

## Palmarès

### Competizioni giovanili
- Campionato italiano Under-21: 1
Lazio Nepi: 2006-07